# Sirri (isola)
L'isola di Siri o Sirri (in persiano: جزیره سیری) si trova nel Golfo Persico 25°54′N 54°32′E e fa parte delle 6 isole dell'arcipelago di Abu Musa (Abu Musa, Bani Forur, Forur, Sirri, Grande e Piccola Tunb). Appartiene all'Iran, provincia di Hormozgan. Si trova 76 km al largo di Bandar Lengeh e 50 km a ovest di Abu Musa.
Esisteva una piattaforma petrolifera che fu distrutta dalle forze navali degli Stati Uniti il 18 aprile 1988 durante l'operazione Praying Mantis.